# Catasetum parguazense
Catasetum parguazense är en orkidéart som beskrevs av Gustavo Adolfo Romero och Germán Carnevali. Catasetum parguazense ingår i släktet Catasetum och familjen orkidéer. Inga underarter finns listade i Catalogue of Life.